# Plegapteryx partita
Plegapteryx partita är en fjärilsart som beskrevs av Holland 1893. Plegapteryx partita ingår i släktet Plegapteryx och familjen mätare. Inga underarter finns listade i Catalogue of Life.